# Irlanda en los Juegos Olímpicos de Los Ángeles 1984
Irlanda estuvo representada en los Juegos Olímpicos de Los Ángeles 1984 por un total de 42 deportistas que compitieron en 10 deportes.  
El portador de la bandera en la ceremonia de apertura fue el jinete Gerry Mullins.

## Medallistas
El equipo olímpico irlandés obtuvo las siguientes medallas:
| Nombre      | Deporte   | Competición |
| ----------- | --------- | ----------- |
| Oro         |           |             |
| —           |           |             |
| Plata       |           |             |
| John Treacy | Atletismo | Maratón M   |
| Bronce      |           |             |
| —           |           |             |